# Храневич, Борис Алексеевич
Борис Алексеевич Храневич — советский режиссёр, сценарист и художник-мультипликатор. Работал в жанре рисованной мультипликации в Творческом объединении художественной мультипликации на студии «Киевнаучфильм».

## Биография
Родился 25 июня 1930 года.
Работал художником-оформителем, а с 1954 года — мультипликатор творческого объединения художественной мультипликации студии «Киевнаучфильм», с 1964 года — режиссёр. В 1985 году Борис Храневич находился при Доме культуры города Киверцы Киверцовского района Волынской области Украинской ССР. У него было желание организовать в этом административном центре  мультстудию. Киверчанин Александр Хоменко вспоминает: "В 1985 году приехал я из Кемеровского театра кукол. Решил учиться на учителя рисования в Луцке. До учёбы оставалось полгода. В марте дело было. Иду вдоль Киверцовского Дома культуры, там – объявление Бориса Храневича. Набор в мультстудию при Доме культуры. Я опешил, до того собирался вступить в московскую студию "Пилот" – под руководством Татарского. Отговорил он меня: дорого в Москве квартиру снимать. И тут прямо в райцентре приз-сюрприз – так и познакомились. Посидели два вечера, я эскиз нарисовал. Но народ не подошёл. Ничего тогда не вышло: были я и он – два человека, мало. Самоотверженный же он был мультипликатор!..»
По жизни — добродушный, мягкий, покладистый. У него трое детей — Ирина и Лариса (от первого брака), Алексей (от второго брака). Его внуки — Геннадий, Екатерина, Сергей, Евгений, Евгения, Арина. Его правнуки — Злата, Илья, Данила, Никита. В 1990 году уехал жить на Сахалин. В 1992 году к нему на Сахалин летал сын Алексей. Умер в 1996 году на Сахалине, там и похоронен.
Отец — Храневич Алексей Мефодиевич, родился в 1901 году в Городце Володимирецкого района Ровенской области в семье священника. Работал педагогом в Кропоткине на Кавказе. Был женат на Валентине Фёдоровне Антипович. У них двое детей — Инна и Борис. Умер в 1963 году в Дагестане, там и похоронен.
Дед — Храневичъ Мефодий Антонинович, родился в 1855 году в селе Городце Луцкого уезда Волынской губернии. Окончил Мелецкое Духовное училище. В 1875 году поступил, а в 1879 окончил Волынскую духовную семинарию, выпуск 50, учился в Кременце. С 14 марта 1879 года — псаломщик, диакон в местечке Лишнивка (ныне Маневицкий район Волынской области). В 1880 году переехал в своё родное село — Городец, учитель, а с ноября 1886 года и законоучитель Городецкого народного одноклассного училища. В 1892 году женился на Надежде Пахомовне Симонович. 27 ноября 1892 года рукоположен Высокопреосвященным Модестом — священником Святониколаевской церкви в селе Городце. За свою деятельность имел награды, грамоты и подарки. У него девять детей — Николай (репрессирован, "польский шпион", арестован 22 сентября 1937 года, расстрелян 10 ноября 1937 года, реабилитирован в 1960 году), Анисия, Семён (священник), Лидия, Алексей, Василий, Людмила, Ольга, Нина. Умер в 1922 году в Городце.
Прадед — Храневичъ (Chraniewicz) Антонин Игнатьевич, родился в 1823 году в селе Мирогоща Дубенской волости 1-го стана Дубенского уезда Волынской губернии  (в советское время Дубновский район Ровенской области) в 1843 году поступил, а в 1847 окончил Волынскую духовную семинарию, выпуск 32. 25 августа 1848 года рукоположен на священника. Служил с 1849 года по 1855 год в Пожарковском приходе Луцкого уезда (?). Затем служил в Крестовоздвиженской церкви в городе Луцке, а закончил в Святониколаевской церкви в селе Городце. Женат на Анне Петровне (1825 года рождения), У него пятеро детей — Мефодий (священник), Олимпиада, Александр, Александра и Алёна. Жил в Городце Луцкого уезда (в советский период — Володимирецкий район Ровенской области). Умер в 1892 году в Городце.
Прапрадед — Храневичъ (Chraniewicz) Игнатий Стефанович (Степанович), родился около 1802 года на Волыни. «Нации малороссийской». В 1815 году поступил, а в 1819 году окончил Волынскую Духовную семинарию, выпуск 18. Учился в городе Остроге. Православный священник в церкви во имя Святого Архистратига Михаила (построена в 1787 году, приход 7-го класса) в селе Мирогоща Дубенской волости 1-го стана 1-го мирового участка 1-го благочиннического округа Дубенского уезда Волынской губернии Российской Империи (в советский период Дубновского район Ровенской области, сейчас Дубенского района Ровенской области Украины). Село Мирогоща (№ 715 по классификации Н. Теодоровича) отстоит от Житомира в 193-х  верстах, от Дубно в 9-и верстах. В 1831-34 годах служил ещё и наблюдающим в селе Погорельцы (№ 694 по классификации Н. Теодоровича) Дубенской волости, что в трёх верстах от Мирогощи и в шести верстах от Дубно. В Погорельцах церковь во имя Святой Живоначальной Троицы (в 1890 году — городской благочиннический округ, приход 5-го класса). Церковь деревянная, построена в 1733 году на средства прихожан (см. Теодорович Н. И. «Историко-статистические описания церквей и приходов Волынской епархии», том 2, стр. 896, VI — Дубенский уезд). У него, как минимум двое детей — Антонин (священник) и Юлиан, так же окончили Волынскую Духовную семинарию.
Трижды прадед — Храневичъ (Chraniewicz) Стефан (Степан), родился около 1775 года, возможно, в Луцком повете Волынского воеводства Речи Посполитой. Волынское воеводство тогда находилось в составе провинции Малая Польша Короны Польской. В 1793-95 годах вся Волынь отошла к Российской империи. Поляк, вероятно священник, иезуит, перешёл в православие. У него, как минимум, было трое детей — Игнатий (священник в селе Мирогоща Дубенского уезда Волынской губернии), Пётр (магистр богословия, в 1832 году — преподаватель Кишинёвской духовной семинарии, кишинёвский протоиерей), Иоанн (с 1837 по 1843 годы священник настоятель церкви во имя Рождества Пресвятой Богородицы в селе Белка Вышгородецкой волости 3-го стана 2-го мирового участка 3-го благочиннического округа Кременецкого уезда Волынской губернии, у Иоанна как минимум двое детей — Феодот и Иерофей, оба священники, окончили Волынскую духовную семинарию). Все трое окончили Волынскую духовную семинарию, а Пётр ещё и Киевскую духовную академию.
Фамилия Храневич происходит из древнего благородного дворянского (шляхетского) польского рода — Chraniewicz herb «Pielesz» («Пелеш» или «Пелэш»). В польских древностях фамилия Chraniewicz переводится, как охранник (телохранитель). Примерно в XV веке основатель фамилии Chraniewicz, был охранником (телохранителем) польского Короля. А знамя с гербом «Pielesz» вручалось самым храбрым и победившим в бою, счастливо оконченный поединок давал право победителю на такое знамя. Скорее всего, его предок участвовал в Грюнвальдской битве 1410 года.

## Творческая деятельность

### Режиссёр
- 1964 — Неумойка
- 1970 — Покатигорошек
- 1971 — Страшная ночь Фомы Замыкалкина
- 1972 — Закон отменяется
- 1973 — Была у слона мечта
- 1974 — Петушок и солнышко
- 1975 — Сказки райского сада
- 1976 — Сказка о жадности
- 1977 — Лисичка со скалочкой
- 1979 — Открытое письмо селезня
- 1980 — Капитошка
- 1981 — Про больших и маленьких
- 1982 — Дождик, дождик, пуще!
- 1983 — Миколино богатство
- 1985 — Иванко и вороний царь
- 1986 — Находка
- 1987 — Чудосея
- 1988 — Допрыгни до облачка
- 1989 — Возвращайся, Капитошка!
- 1990 — Горшок-насмешник

### Сценарист
- 1974 — Петушок и солнышко
- 1982 — Мышки-малышки
- 1987 — Чудосея

### Художник-мультипликатор
- 1960 — Приключения Перца
- 1961 — Веснянка
- 1962 — Пьяные волки
- 1962 — Спутница королевы
- 1963 — Весёлый художник
- 1963 — Заяц и ёж
- 1963 — Золотое яичко
- 1963 — Непоседа, Мякиш и Нетак
- 1964 — Неумойка
- 1965 — Жизнь пополам
- 1965 — Никита Кожемяка
- 1966 — Медвежонок и тот, кто живёт в речке
- 1967 — Как казаки кулеш варили
- 1967 — Песенка в лесу
- 1968 — Сказка про лунный свет
- 1969 — Приключения казака Энея
- 1978 — Как казаки олимпийцами стали
- 1978 — Сказка про Чугайстра

### Киножурнал «Фитиль»
- № 83 (1969) «Время, назад!», режиссёр
- № 95 (1970) «Анонимка», режиссёр
- № 142 (1974) «Своя копейка», режиссёр
- № 299 (1987) «Снимается кино», режиссёр

## Награды
- 1973 — Была у слона мечта — Диплом за 1-е место на IV Республиканском кинофестивале детских и юношеских фильмов в Сумах, УССР.
- 1972 — Страшная ночь Фомы Замыкалкина — Серебряная медаль МФ о технике безопасности, ЧССР.